# Oxia
| \| \|           |
| Ionische Inseln |
| Oxia            |

Oxia (griechisch Οξεία (f. sg.)) oder Oxeia ist eine unbewohnte griechische Insel im Ionischen Meer, die zur Gemeinde Ithaka gehört.
Vor der Insel versammelten sich im Oktober des Jahres 1571 die Kriegsschiffe der Heiligen Liga, um in der Seeschlacht von Lepanto am 7. Oktober 1571 südlich der Insel die Flotte der Osmanen zu schlagen.
Die Insel, auf der sich bis zum Verkauf als einziges Bauwerk ein aufgegebener Leuchtturm befindet, wurde 2012 von einer Investmentgesellschaft aus dem Emirat Katar gekauft, dem Anschein nach für die Herrscherfamilie Al Thani von Katar.

## Lage
Die etwa vier Kilometer lange und bis zu 1,7 Kilometer breite felsige Insel liegt gut 1500 Meter vor dem griechischen Festland in der Nähe der Mündung des Flusses Acheloos und 30 Kilometer westlich der Stadt Messolongi. Sie befindet sich am westlichen Eingang des Golfs von Patras. Sie gehört zur Inselgruppe der Echinaden.